# Де Бург, Улик, 1-й маркиз Кланрикард
Улик Джон де Бург, 1-й маркиз Кланрикард (англ. Ulick de Burgh, 1st Marquess of Clanricarde; 20 декабря 1802 — 10 апреля 1874) — британский аристократ, дипломат и политик-виг. С 1802 по 1808 год он именовался лордом Данкеллином, с 1808 по 1825 год был известен как граф Кланрикард.
Титулатура: 2-й граф Кланрикард в графстве Голуэй (с 27 июля 1808 года), 12-й виконт Берк из Кланмориса в графстве Мейо (с 27 июля 1808), 14-й граф Кланрикард (с 27 июля 1808), 14-й барон Данкеллин (с 27 июля 1808), 1-й маркиз Кланрикард (с 26 ноября 1825 года), 1-й барон Сомерхилл из Сомерхилла в графстве Кент (с 4 июля 1826 года).

## Предыстория и образование
Кланрикард родился 20 декабря 1802 года в Бельмонте, графство Хэмпшир, в семье генерала Джона де Бурга, 13-го графа Кланрикарда (1744—1808), и Элизабет (ок. 1764—1854), дочери сэра Томаса Берка, 1-го баронета (? — 1813). Генри де Бург, 1-й маркиз Кланрикард (1742—1797), приходился ему дядей. Он унаследовал графство в июле 1808 года в возрасте пяти лет, после смерти своего отца. Он получил образование в Итонском колледже в 1814—1818 годах. Улик де Бург был членом англиканской церкви, как и его отец, хотя его мать была католичкой.
В молодости Улик де Бург был активным масоном. Во время учёбы в качестве студента в Крайст-черче, Оксфорд, он был посвящен в ложу университета Аполлона № 711 (позже № 357) Объединённой Великой Ложи Англии 15 ноября 1820 года.

## Политическая и дипломатическая карьера
В 1825 году, в возрасте 24 лет, Улик де Бург, граф Кланрикард, получил титул маркиза Кланрикарда в системе Пэрства Ирландии, возрождением титула, который исчез после смерти его дяди в 1797 году. На следующий год он был назначен бароном Сомерхиллом из Сомерхилла в графстве Кент в системе Пэрства Соединенного Королевства, что давало ему право на место в Палате лордов. В январе 1826 года граф Ливерпуль назначил его заместителем министра иностранных дел (наряду с лордом Говардом де Уолденом), пост которого он занимал до августа того же года. В 1830 году он присоединился к правительству вигов лорда Грея в качестве капитана йоменской гвардии (заместитель главного хлыста в Палате лордов), которым он оставался до 1834 года . Он стал членом Тайного совета Великобритании в декабре 1830 года.
В 1838—1841 годах лорд Кланрикард служил послом Великобритании в Российской империи. В 1846 году лорд Джон Рассел назначил его генеральным почтмейстером и членом кабинета министров, и этот пост он занимал до падения правительства в 1852 году. Он занимал свой последний министерский пост, когда в феврале 1858 года в течение нескольких недель был лордом-хранителем печати в правительстве лорда Палмерстона. Помимо своей политической карьеры он также был лордом-лейтенантом графства Голуэй в 1831—1874 годах. В 1831 году он был произведен в рыцари Ордена Святого Патрика.

## Великий Голод
Улик де Бург был крупным землевладельцем в графстве Голуэй, а а резиденция его семьи находилась в Портамне. В годы Великого голода в Ирландии его послужной список был неоднозначным. Будучи сторонником британских вигов и действующим членом правительства лорда Джона Рассела, его главной целью было отстаивание интересов англо-ирландского класса землевладельцев. Хотя он и не инициировал массового освобождения обездоленных арендаторов из поместий, как это было при печально известных Палмерстоне и Лансдауне, в течение более длительного периода времени происходили более мелкие перемещения. Улик де Бург занимал пост королевского лорда-лейтенанта графства Голуэй во время голода и не осуждал масштабные выселения его товарищей-землевладельцев Голуэя Джона Джеррарда (и его жены Марселлы Неттервилл) в Баллинласе, Кристофера Сент-Джорджа в Коннемаре и Патрика Блейка в Талли.
С другой стороны, Улик де Берг подчеркивал в своей переписке с лордом Расселом и администрацией вигов в Ирландии тяжелое положение голодающих арендаторов. Он выступал за патерналистское вмешательство государства, а не за принцип невмешательства. Он предложил финансировать государственные общественные работы и осушение земель, а также создать склады кукурузы в Лохрее и Портамне для распределения продовольствия. Он пожертвовал кое-какие деньги местным комитетам помощи. Бург поддерживал финансовую помощь эмиграции бедных арендаторов; этот вопрос спорен из-за того, что он все ещё означал вытеснение коренного населения с земли, но сторонники утверждают, что это, по крайней мере, спасло бы больше жизней (Чарльз Тревельян выступал против таких программ). Бург не инициировал никаких частных планов работы в подконтрольных ему поместьях для арендаторов, как некоторые соседние землевладельцы, и не улучшил сельское хозяйство в поместьях.

## Семья
Лорд Кланрикард женился на достопочтенной Гарриет Каннинг (13 апреля 1804 — 8 января 1876), дочери премьер-министра Великобритании Джорджа Каннинга (1770—1827), и Джоан Скотт (1776—1837), 4 апреля 1825 года в Глостер-Лодж в Бромптоне. У супругов было семеро детей:
- Леди Элизабет Джоанна де Бург (22 февраля 1826 — 26 февраля 1854), муж с 17 июля 1845 года Генри Тинн Ласеллс, 4-й граф Харвуд (1824—1892)
- Подполковник Улик Каннинг де Бург, лорд Данкеллин (12 июля 1827 — 16 августа 1867), военный и политик
- Леди Эмили Шарлотта де Бург (19 октября 1828 — 10 октября 1912), муж с 20 июля 1853 года Ричард Бойл, 9-й граф Корк (1829—1904)
- Леди Кэтрин де Бург (ок. 1830 — 8 апреля 1895), муж с 8 августа 1850 года Джон Вейланд (1821—1902)
- Леди Маргарет Энн де Бург (ок. 1831 — 31 марта 1888), муж с 6 марта 1856 года Уэнтуорт Бомонт, 1-й барон Аллендейл (1829—1907)
- Хьюберт Джордж де Бург-Каннинг, 2-й маркиз Кланрикард (30 ноября 1832 — 12 апреля 1916)
- Леди Гарриет Августа де Бург (ок. 1834 — 18 января 1901), муж с 3 марта 1859 года Томас Фредерик Чарльз Вернон-Уэнтуорт (1831—1902), внук по материнской линии Чарльза Браднелла-Брюса, 1-го маркиза Эйлсбери.

Лорд Кланрикард умер на Стрэттон-стрит, Пиккадилли, Лондон, в апреле 1874 года, в возрасте 71 года, и ему его второй и единственный оставшийся в живых сын Хьюберт. Маркиза Кланрикард умерла в январе 1876 года в возрасте 71 года.